# Anton Maikkula
Anton Maikkula, född 3 februari 1997, är en svensk fotbollsspelare som spelar för IFK Berga.

## Karriär
Maikkulas karriär började i Aneby SK, för vilka han a-lagsdebuterade i division 3 som 14-åring. Sommaren 2013 valde Maikkula att lämna moderklubben för spel i Kalmar FF. I samband med flytten nobbade Maikkula såväl IFK Göteborg som Malmö FF, han blev i samma vända även inbjuden till provspel med Liverpool och Ajax.
Inför säsongen 2016 skrev Maikkula på ett a-lagskontrakt med Kalmar FF. Den 20 augusti 2016 fick han göra sin allsvenska debut, i Kalmar FF:s seger mot Helsingborgs IF.
Inför säsongen 2018 förlängdes kontraktet med ett år samtidigt som han lånades ut till IFK Värnamo. Den 14 januari 2019 värvades Maikkula av Norrby IF, där han skrev på ett tvåårskontrakt. I augusti 2019 lånades Maikkula ut till Utsiktens BK. Efter säsongen 2019 kom Maikkula och Norrby IF överens om att bryta kontraktet.
I januari 2020 skrev Maikkula på ett tvåårskontrakt med Utsiktens BK. I mars 2020 bröt Maikkula kontraktet med Utsiktens BK och signerade under samma månad ett ettårigt avtal med division 1-klubben IFK Berga. I december 2020 förlängde han sitt kontrakt i IFK Berga och skrev då på ett 1+1-årskontrakt.

## Karriärstatistik
| Klubb              | Säsong             | Liga                          | Liga    | Liga | Svenska cupen | Svenska cupen | Övrigt  | Övrigt | Totalt  | Totalt |
| Klubb              | Säsong             | Division                      | Matcher | Mål  | Matcher       | Mål           | Matcher | Mål    | Matcher | Mål    |
| ------------------ | ------------------ | ----------------------------- | ------- | ---- | ------------- | ------------- | ------- | ------ | ------- | ------ |
| Aneby SK           | 2011               | Division 4                    | 5       | 0    | 0             | 0             | —       | —      | 0       | 0      |
| Aneby SK           | 2012               | Division 3 Sydvästra Götaland | 17      | 1    | 0             | 0             | —       | —      | 17      | 1      |
| Aneby SK           | 2013               | Division 4                    | 11      | 0    | 0             | 0             | —       | —      | 11      | 0      |
| Aneby SK           | Totalt             | Totalt                        | 33      | 1    | 0             | 0             | —       | —      | 33      | 1      |
| Kalmar FF          | 2016               | Allsvenskan                   | 2       | 0    | 1             | 0             | —       | —      | 3       | 0      |
| Kalmar FF          | 2017               | Allsvenskan                   | 5       | 0    | 1             | 0             | —       | —      | 6       | 0      |
| Kalmar FF          | Totalt             | Totalt                        | 7       | 0    | 2             | 0             | —       | —      | 9       | 0      |
| IFK Värnamo (lån)  | 2018               | Superettan                    | 16      | 0    | 4             | 1             | —       | —      | 20      | 1      |
| Norrby IF          | 2019               | Superettan                    | 1       | 0    | 1             | 0             | —       | —      | 2       | 0      |
| Utsiktens BK (lån) | 2019               | Division 1 Södra              | 7       | 0    | 0             | 0             | —       | —      | 7       | 0      |
| Utsiktens BK       | 2020               | Ettan Södra                   | 0       | 0    | 0             | 0             | —       | —      | 0       | 0      |
| IFK Berga          | 2020               | Ettan Norra                   | 25      | 1    | 0             | 0             | —       | —      | 25      | 1      |
| IFK Berga          | 2021               | Division 2 Södra Götaland     | 19      | 0    | 0             | 0             | —       | —      | 19      | 0      |
| IFK Berga          | 2022               | Division 2 Södra Götaland     | 22      | 4    | 0             | 0             | 2       | 0      | 24      | 4      |
| IFK Berga          | 2023               | Division 2 Södra Götaland     | 1       | 0    | 0             | 0             | —       | —      | 1       | 0      |
| IFK Berga          | Totalt             | Totalt                        | 67      | 5    | 0             | 0             | 2       | 0      | 69      | 5      |
| Totalt i karriären | Totalt i karriären | Totalt i karriären            | 131     | 6    | 7             | 1             | 2       | 0      | 140     | 7      |

1. ↑  Uppflyttningskvalmatcher mot Åtvidabergs FF.[14][15]